# Adolphe Goemaere
Adolphe Joseph Henri Goemaere (Sint-Joost-ten-Node, 7 mei 1895 - Knokke, 12 september 1970) was een Belgisch hockeyer.

## Levensloop
Goemaere was actief bij Royal Léopold.
Daarnaast maakte hij deel uit van het Belgisch hockeyteam. Met de nationale ploeg nam hij onder meer deel aan de Olympische Zomerspelen van 1920 en 1928. Op de editie van 1920 te Antwerpen behaalde hij brons met de Belgische equipe.